# 동치분수
동치분수(同値分數)는 분모와 분자가 다르지만, 크기가 같은 분수를 말한다. 동치분수를 찾으려면 분모와 분자에 각각 0이 아닌 같은 수를 곱하거나 0이 아닌 같은 수로 나누면 된다. 0을 곱하면 0/0인데 분모가 0인 분수는 성립되지 못하기 때문이다. 예를 들어 1/2과 크기가 같은 분수를 구하려고 한다. 크기가 같은 분수 즉 동치분수는 분모와 분자에 0이 아닌 같은 수를 곱하면 1/2와 크기가 같은 분수 (2/4, 3/6, 4/8, 5/10, 6/12 등) 을 찾을 수 있다. 따라서 1/2과 크기가 같은 분수는 무수히 많이 있다.